# Lejskovec japonský
Lejskovec japonský (Terpsiphone atrocaudata) je pták z čeledi lejskovcovití (Monarchidae), jenž hnízdí především ve východní Asii.

## Systematika
Lejskovec japonský (Terpsiphone atrocaudata) představuje druh z čeledi lejskovcovití (Monarchidae) a početnějšího rodu Terpsiphone, zahrnujícího více než 15 druhů lejskovců z Afriky a Asie. Za popisnou autoritu tohoto druhu je pokládán anglický přírodovědec Thomas Campbell Eyton, jenž pro něj roku 1839 určil binomické jméno Muscipeta atrocaudata.
Lejskovec japonský se dělí na tři poddruhy s následujícím areálem rozšíření:
- T. a. atrocaudata (Eyton, 1839) – Korejský poloostrov, Japonsko a Tchaj-wan;
- T. a. illex Bangs, 1901 – Rjúkjú;
- T. a. periophthalmica (Ogilvie-Grant, 1895) – ostrovy Lan-jü a Batan.

## Výskyt
Lejskovec japonský představuje stěhovavý druh. Hnízdiště se nacházejí v Japonsku (včetně Rjúkjú), v zemích Korejského poloostrova, na Tchaj-wanu (včetně ostrova Lan-jü) a na severu Filipín; naopak hlavní zimoviště se rozkládají na Malajském poloostrově, v severních a západních Filipínách a na ostrově Sumatra. Tchajwanské populace jsou jediné, jež z většiny zůstávají celoročně stálé.

## Popis

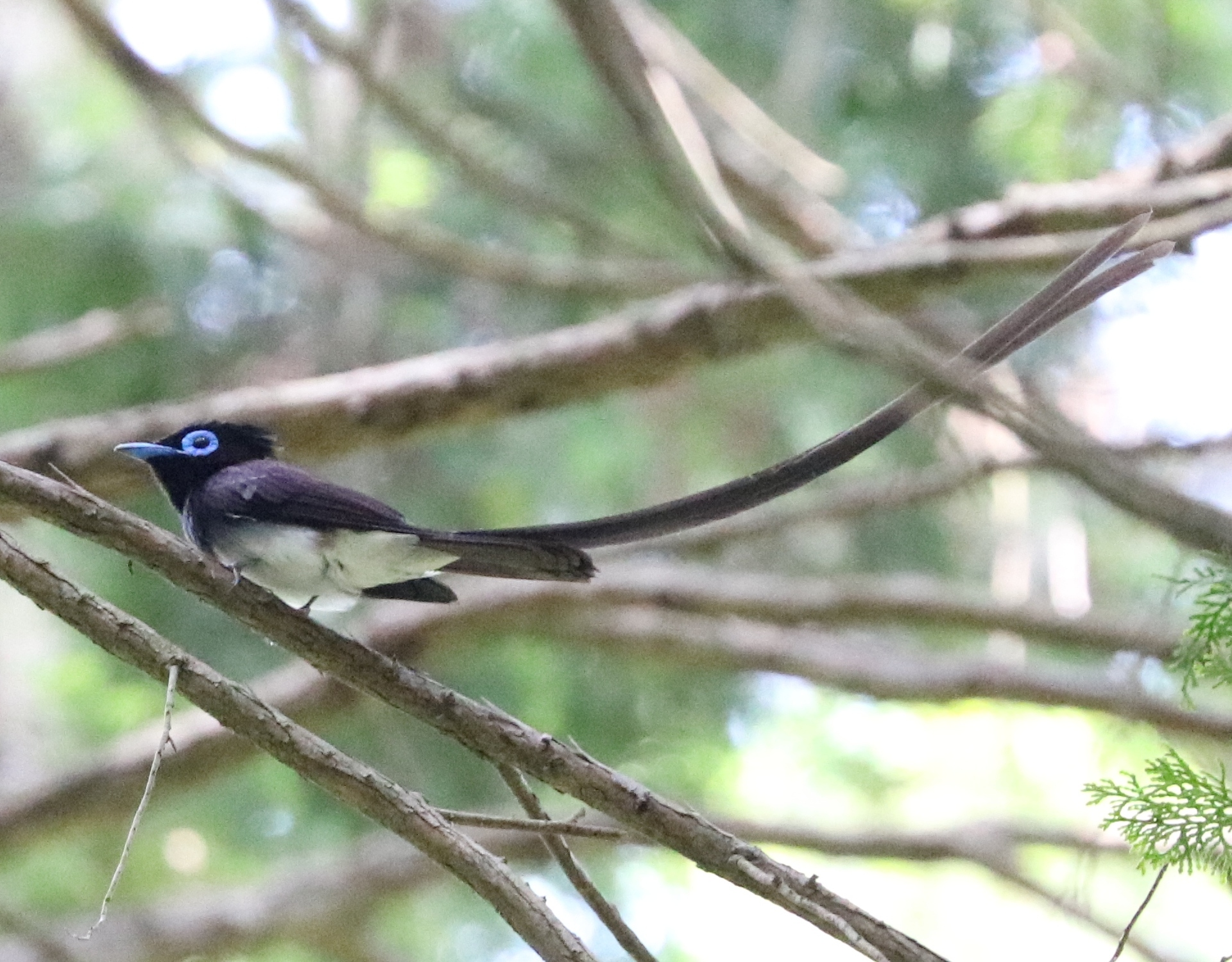
Samec

Lejskovec japonský dosahuje velikosti 35–45 cm v případě samců a 17–18 cm v případě samic, tělesná hmotnost číní v průměru 18,7 g. Velikostní rozdíly mezi pohlavími způsobuje extrémně prodloužený ocas, výrazný pohlavně dimorfní znak. Zbarvení samce je na svrchních partiích tmavě purpurově kaštanové, s černým ocasem. Hlava je černá, zdobená modrými odlesky, břicho špinavě bílé až bílé. Samice mají načernalou hlavu a tmavě rezavé svrchní partie včetně ocasu. Obě pohlaví vynikají modrým zobákem a modrými kroužky okolo očí.
Lejskovec japonský se ozývá drsným „gii“, „bii“ či „jouey“. Píseň tvoří chraplavý pískot („tski-hi-hoshi hoi-hoi-hoi“ nebo „fi-chii hoihoihoi“). Lejskovci typicky hnízdí ve vzrostlých nížinatých lesích, listnatých i smíšených, svou nadmořskou výškou nepřesahujících asi 100 metrů. Zimující ptáci tolerují širší spektrum lesních stanovišť včetně mangrovníků a žijí až do nadmořské výšky 700 (1000) m. Snůška činí 3–5 vajec, o hnízdění však není k dispozici velké množství informací.

## Ohrožení
Mezinárodní svaz ochrany přírody (IUCN) řadí lejskovce japonského ve svém vyhodnocení stavu ohrožení z roku 2023 mezi málo dotčené druhy, předtím byl druh v důsledku ztráty přírozeného prostředí na hnízdištích i zimovištích považován za téměř ohrožený. Celková velikost populace nebyla kvantifikována, podle IUCN je populační trend stabilní.